# Ohníč
Obec Ohníč (německy Wohontsch) se nachází v okrese Teplice v Ústeckém kraji. Žije v ní 713 obyvatel. Obec leží na severozápadním okraji Českého středohoří, v údolí na pravém břehu řeky Bíliny. Na jižní straně se zvedá Pohradická hora (419 m). Na levém břehu prochází železniční trať Trmice–Bílina.

## Historie
První písemná zmínka o obci pochází z roku 1404.

## Obyvatelstvo
Při sčítání lidu v roce 1921 zde žilo 405 obyvatel (z toho 195 mužů), z nichž bylo 130 Čechoslováků, 271 Němců a čtyři cizinci. Kromě dvou evangelíků, sedmi členů církve československé a sedmdesáti lidí bez vyznání se hlásili k římskokatolické církvi. Podle sčítání lidu z roku 1930 měla vesnice 386 obyvatel: 107 Čechoslováků, 277 Němců a dva cizince. Převažovala římskokatolická většina, ale žili zde také tři evangelíci, jeden člen církve československé a 92 lidí bylo bez vyznání.
|                                                                                        | 1869 | 1880 | 1890 | 1900 | 1910 | 1921 | 1930 | 1950 | 1961 | 1970 | 1980 | 1991 | 2001 | 2011 | 2021 |
| -------------------------------------------------------------------------------------- | ---- | ---- | ---- | ---- | ---- | ---- | ---- | ---- | ---- | ---- | ---- | ---- | ---- | ---- | ---- |
| Obyvatelé                                                                              | 66   | 84   | 82   | 125  | 331  | 405  | 386  | 307  | 325  | 431  | 266  | 212  | 221  | 224  | 202  |
| Domy                                                                                   | 9    | 9    | 10   | 15   | 23   | 23   | 31   | 52   | 204  | 59   | 46   | 48   | 48   | 50   | 52   |
| Data z roku 1961 zahrnují i domy z místních částí Dolánky, Křemýž, Němečky a Pňovičky. |      |      |      |      |      |      |      |      |      |      |      |      |      |      |      |

## Obecní správa
Od 17. století zdejší panství držela původem vestfálská šlechta z rodu Ledeburů, jejíž severočeská rodová větev obdržela roku 1655 český inkolát a roku 1713 byla povýšena do rytířského stavu. O rozvoj obce se zasloužil Adolf von Ledebour, který ji roku 1850 jako místní část připojil ke svému zámku Křemýž. Obec po roce 1945 utrpěla vysídlením německého obyvatelstva. Od 1. ledna 1961 byla obec osamostatněna a připojena k okresu Teplice.[zdroj?]

### Části obce
- Dolánky
- Křemýž
- Němečky
- Ohníč
- Pňovičky

### Obecní symboly
Znak a vlajka byly obci uděleny rozhodnutím předsedy Poslanecké sněmovny Parlamentu České republiky dne 27. února 2004.

## Vybavenost obce
Obec má vlastní zdroj vody a vodovod i kanalizaci, malou čistírnu odpadních vod a je v ní zaveden plyn. V obci je mateřská škola. V obci jsou tři restaurace (dvě v osadě Ohníč a jedna v Křemýži), tři obchody (jeden v osadě Ohníč, jeden v Němečkách a jeden v Křemýži) a jeden průmyslový podnik (výroba interiérových a fasádních barev), dále drůbežárna a výrobna smažených brambůrků.

## Doprava
- Stanice Ohníč na železniční trati Ústí nad Labem – Bílina. Osobní vlaky jezdí zpravidla ve dvouhodinovém intervalu.
- Autobusové linky (v roce 2011 provozuje DPMML) – spojení s Bílinou, Kostomlaty pod Milešovkou, několik spojů denně do Teplic.

## Pamětihodnosti
- Kostel svatých Petra a Pavla v Křemýži se zděnou zvonicí. Kostel je barokní stavba z roku 1706 a stojí na návsi v obci. Všechny zvony z průčelní západní věže i ze zvonice byly zrekvírovány. Nacházel se zde zvon od Brikcího z Cimperka z roku 1572, přelitý v roce 1871 Karlem Bellmannem, dva zvony z roku 1676 od Fridricha Michala Schönfelda a další, blíže neurčený zvon bez nápisu. Pouze malý zvon v sanktusníku přečkal válečné rekvizice. Vyrobil ho roku 1714 Jan Baltazar Crommel z Ústí nad Labem. U vchodu do sakristie je zavěšen malý zvonek od téhož zvonaře z roku 1714 s průměrem patnáct centimetrů.

## Osobnosti
- Vera Salvequart (1919–1947) – zdravotní sestra a dozorkyně v koncentračním táboře Ravensbrück